# マーモン・ヘリントン

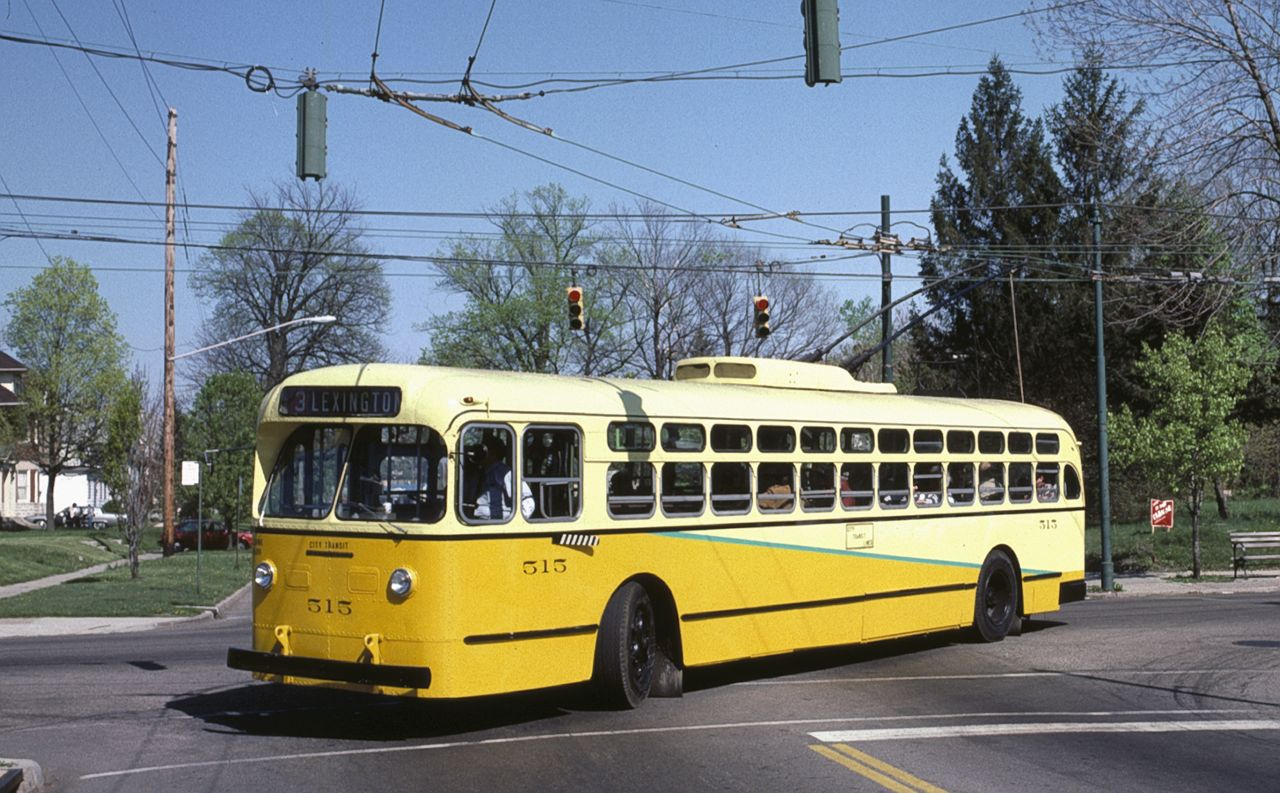
デイトンで使用される1949年製 マーモン・ヘリントン TC48 トロリーバス

マーモン・ヘリントン（Marmon-Herrington Company, Inc.）は、トラックやその他の車両向けのアクスルやトランスファーを製造するアメリカ合衆国を拠点とする製造会社である。初期には第二次世界大戦中に軍用車両や幾種類かの戦車を、1950年代の終わりか1960年代の初期まではトラックやトロリーバスを製造していた。マーモン・ヘリントン社はトラックやバスの様な商用車の製造においてフォード・モーターと協力関係を持ってきた。この企業が最も名を知られているのは、他社、特にフォード社製トラックへの総輪駆動改装作業によるものであろう。元々はインディアナポリスに所在し、工場がオンタリオ州ウィンザーにあったが、現在はケンタッキー州のルイビルを拠点としている。

## 歴史

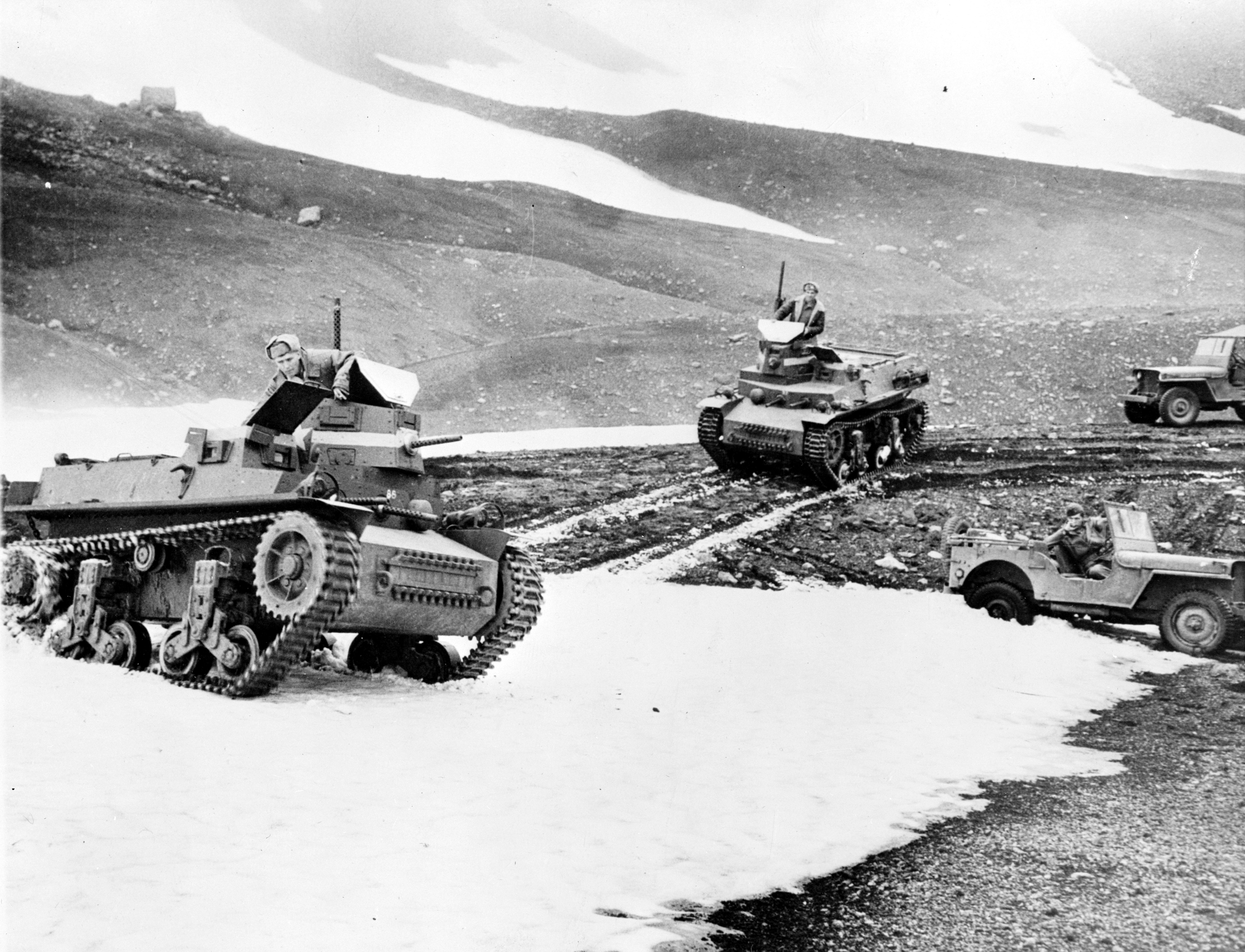
1942年 アラスカの山岳地帯で行動中の2両のマーモン・ヘリントン CTL

マーモン・ヘリントン社は1931年にウォルター・C・マーモン (Walter C. Marmon) とアーサー・W・ヘリントンにより設立され、総輪駆動トラックの製造に傾注した企業であった。同社は1902年から1933年まで活動していた自動車メーカーの マーモン・モーターカー社の後継企業であった。同社は軍用の航空機用給油トラックや軽火砲牽引用の4x4シャーシ、民間航空機用給油トラック、そしてイラク・パイプライン社 (Iraqi Pipeline Company) から当時としてはそれまで造られた中でも最大のトラックを受注し、順風満帆な操業を開始した。総輪駆動車 (all-wheel-drive : AWD) の製造と既存の車の総輪駆動車への改装は同社の事業の一部であり、 配送用バンや乗用車も製造していた。マーモン・ヘリントン社は商業トラック用シャーシの上に架装可能な軍用装甲車の設計を行い、これは1938年に南アフリカ共和国に採用された。この車はマーモン・ヘリントン装甲車として知られ、北アフリカ戦線でイギリス陸軍やイギリス連邦諸国の陸軍で使用された。
第二次世界大戦中にイギリスはテトラーク軽戦車の代替となる空挺作戦専用の軽戦車を探していたが、生産能力の不足によりこの戦車をイギリス国内では生産しないことに決めた。その代わりにアメリカ政府にテトラークの代替戦車の生産を要請した。この要請はワシントンD.C.の (British Air Commission) により作成された重量9 t (8.9ロングトン)から10 t (9.8ロングトン)までの戦車の開発を求めるものであった。最大重量は戦争省 (War Office) が当時の軍用グライダーの技術で搭載可能な値として決定した。アメリカ合衆国武器省が要求された戦車の開発を担当する役割を課され、次にゼネラルモーターズ、ジョン・W・クリスティー、マーモン・ヘリントン社というアメリカの企業3社に設計が依頼された。クリスティーから提案された設計案は1941年半ばに規定の寸法仕様に合致しないとして却下されたが、設計を修正されて12月に完成した。1941年5月に開催された会議で武器省はマーモン・ヘリントン社の設計案を採択し、同社に1941年末までに試作車を完成するよう要請した。これはマーモン・ヘリントン社と武器省により「Light Tank T9 (Airborne)」（軽戦車T9（空挺））と命名されたが、後に「M22」と改称された。
マーモン・ヘリントン社はマーモン・ヘリントン MB-1やMB-5といった空港用化学消防車も製造した。これらは主にアメリカ空軍やアメリカ海軍の軍用として使用された。

## トロリーバス
マーモン・ヘリントン社は、1946年に最初のトロリーバスを製作して路線バスの市場に参入した。第二次世界大戦の終結は軍用車両需要の急激な低下を招き、同社は新たな事業となる可能性のある別の車両製造の分野を模索していた。当時は「トロリーバス」よりも「トロリーコーチ」(trolley coaches) という用語の方が一般的であった。軽量なモノコック構造ボディや強靭なダブルガーダー式側板といった革新的な技術の採用が最初のマーモン・ヘリントン製トロリーコーチを戦後の市場でベストセラーとし、北米の多くの都市のバス会社で採用された。特に知られているのが多数を購入したシカゴとサンフランシスコ ( San Francisco) で、シカゴの1回で349台（1951年から52年にかけて納入）という発注はマーモン・ヘリントン社にとって記録的な台数であった。同社はシンシナティ・ストリート・レイルウェイ (Cincinnati Street Railway Company) の214台、クリーブランド・レイルウェイ (Cleveland Railway) の125台を含む米国内16都市にトロリーバスを供給し、ブラジルの2都市へも販売した。主要なモデルはTC44、TC48、TC49で、モデル名称は座席の数に応じていた。サンフランシスコからの1回の発注向けに40座席のTC40が生産され、同様にマーモン・ヘリントン社がTC48にモデルチェンジする前にフィラデルフィア (Philadelphia) のためだけにTC46が生産された。

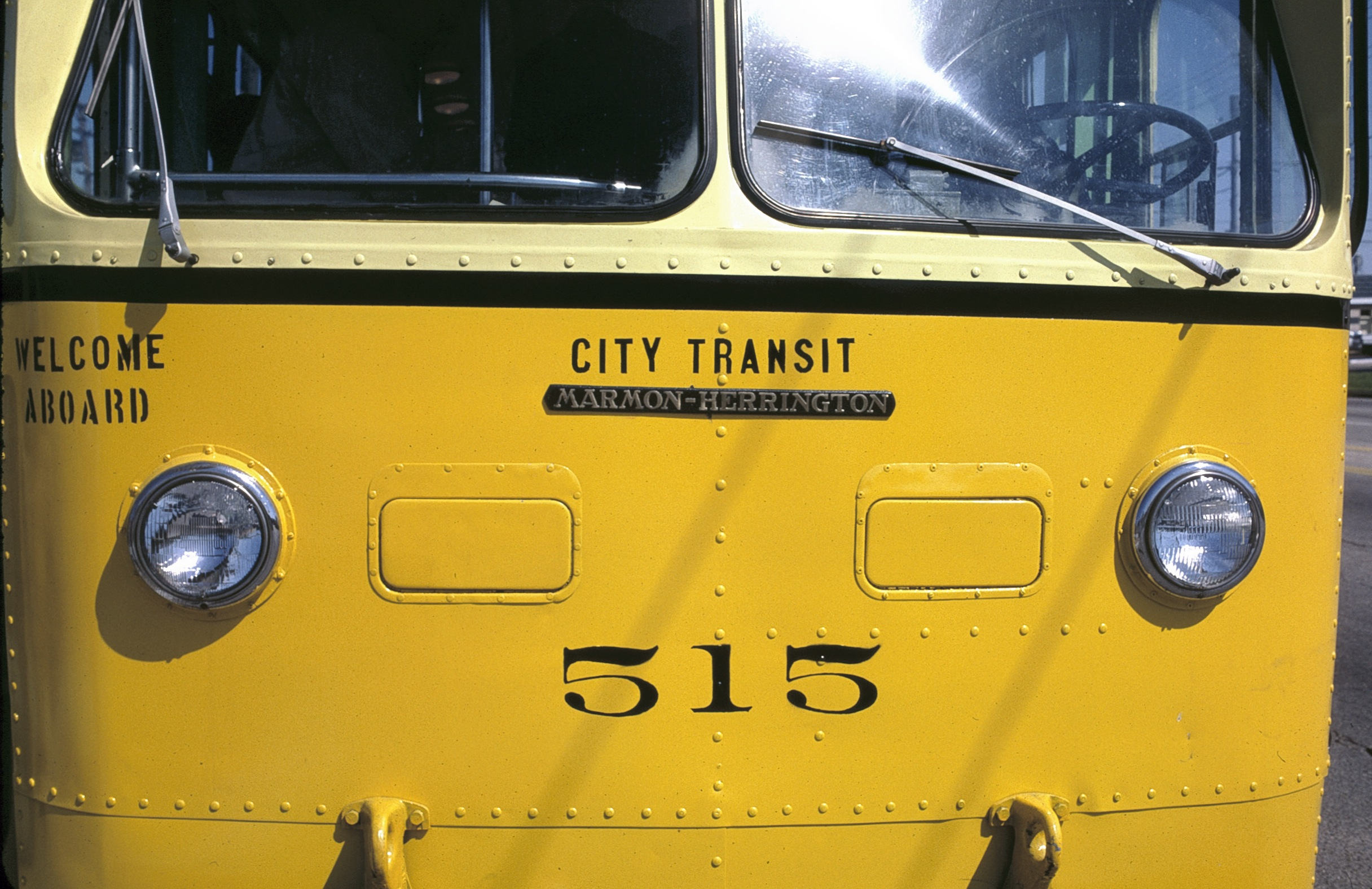
デイトンで使用されるトロリーバスに貼られた「Marmon-Herrington」の銘板（"City Transit"の文字の直下）

トロリーバスの製造は1946年から1959年まで続き、総計1,624台の車両が生産された。サンフランシスコで使用された260台のトロリーバス中の最後の1台は1976年に、フィラデルフィアの最後の車は1981年に退役した。米国内の路線から退役したマーモン・ヘリントン社製のトロリーバスの中には1960年代末から1970年代末にかけて中古車としてメキシコシティの電気交通公社 (Servicio de Transportes Eléctricos : STE) へ販売され、引き続き長期にわたり現地のトロリーバス網で使用されたものもあった。STEで使用されたオリジナルのままのマーモン・ヘリントン製トロリーバスの最後の1台は1988年に退役したが、これら多数のボディは1980年代にメキシコの企業「Moyada」社で再生修理が行われてその後も使用され続けた。STEの使用するMoyada社再生マーモン・ヘリントン製トロリーバスの最後の5台は2002年まで運行されていた。1950年代の終わり頃で北米の新車のトロリーバス市場は収縮し切っており、廃止されるトロリーバス路線がある一方で新たなマーモン・ヘリントン製車両を購入するところもあった。同社のほぼ最後の公共交通機関向け車両の注文も唯一の国外からのトロリーバスの受注で、ブラジルのレシフェに65台とベロオリゾンテに50台のTC49が1958年-59年に納入された。レシフェでは1980年代に幾台かのTC49のオーバーホールが行われ、何台かは2001年まで運行されていた。
イリノイ鉄道博物館 (Illinois Railway Museum) には2台の元シカゴ交通局使用車と1台のミルウォーキーで使用されていたマーモン・ヘリントン製トロリーバスが保存されている。

## 1960年代から現在まで
1960年代初めにプリツカー家がマーモン・ヘリントン社を買収すると、間もなく完成車製造の分野から撤退し、トラックの設計は「マーモン」ブランドを使用する新会社・マーモン・モーターへと売却された。1964年、プリツカー家は、保有する製造業の企業群を、当社の名前に因んでマーモン・グループとした。現在でもマーモン・ヘリントン社は商用トラックを総輪駆動に改装する事業を継続しており、それと並行して重量車両用のアクスルを製造している。同社製のアクスルは最新の軍用車両や商用トラックにも使用されている。総輪駆動用改造キットの製造に加えて、中型や大型トラック市場向けの前輪駆動用アクスルやトランスファーケースを製造するようにもなった。
2008年に持株会社のバークシャー・ハサウェイは、マーモン・グループやマーモン・ヘリントン社を擁するマーモン・ホールディングス (Marmon Holdings) の過半数の株式を取得した。